# 小沙蛇
小沙蛇屬（學名：Elapognathus），又稱短鼻蛇，是蛇亞目眼鏡蛇科下的一個單型蛇屬，屬下只有小沙蛇（Elapognathus minor）一種有毒眼鏡蛇，是澳洲的特有種，擁有強烈的毒性。目前在世界自然保護聯盟瀕危物種紅色名錄中隸屬「近危」（NT）級別。其种加词“minor”意为“较小的”。

## 外部連結
- 世界自然保護聯盟瀕危物種紅色名錄：小沙蛇